# Ташчишма
Ташчишма́ (рос. Ташчишма, башк. Ташшишмә) — присілок (у минулому селище) у складі Ілішевського району Башкортостану, Росія. Входить до складу Бішкураєвської сільської ради.
Населення — 9 осіб (2010; 21 у 2002).
Національний склад:
- башкири — 100 %